# Ștefești
Ștefești község Prahova megyében, Munténiában, Romániában.  A hozzá tartozó települések: Scurtești és Târșoreni.

## Fekvése
A megye északi részén található, a megyeszékhelytől, Ploieşti-től, negyvenkét kilométerre északra, a Vărbilău patak mentén, a Szubkárpátok dombságain.

## Történelem
A 19. század végén a község Prahova megye Vărbilău járásához tartozott és Ștefești valamint Scurtești falvakból állt, összesen 899 lakossal. A község tulajdonában volt hat fűrészmalom, tizenkét malom a Vărbilău patakon, egy kőfejtő, egy 1889-ben alapított iskola valamint egy templom Scurtești faluban.
A két világháború között a község irányítása alá helyezték Livadea falut is.
1950-ben közigazgatási átszervezés alapján, a Prahova-i régió Câmpina rajonjához került, majd 1952-ben a Ploiești régióhoz csatolták.
1968-ban ismét megyerendszert vezettek be az országban, a község az újból létrehozott Prahova megye része lett. Ekkor lett Livadea falva Vărbilău község része.

## Lakossága
A nemzetiségi megoszlás a következő:
| 2002     | 2002 | 2002   |
| -------- | ---- | ------ |
| Románok  | 2407 | 100,0% |
| Összesen | 2407 | 100,0% |